# Correia Pinto
Correia Pinto este un oraș în Santa Catarina (SC), Brazilia.